# Strzelanina w Bogocie
Strzelanina w Bogocie – strzelanina, która miała miejsce 4 grudnia 1986 roku w Bogocie, stolicy Kolumbii. W masakrze zginęło 30 osób, a 12 zostało rannych.
Strzelanina rozpoczęła się po godz. 14:00 kiedy sprawca zastrzelił i zadźgał łącznie 9 osób w bloku mieszkalnym, a 1 osobę ciężko ranił. Następnie, po dokonaniu morderstw w apartamentowcu, napastnik wszedł do miejscowej restauracji i zamówił posiłek, po czym zaczął strzelać do klientów, zabijając 20 osób, a 11 raniąc. Sprawca, który zabarykadował się w restauracji, został chwilę później zastrzelony przez policję.